# Pinkovce
Pinkovce (Hongaars: Ungpinkóc) is een Slowaakse gemeente in de regio Košice, en maakt deel uit van het district Sobrance.
Pinkovce telt 177 inwoners.